# Juan Ramón López Caro
López Caro (n. 23 martie, 1963 în Lebrija, Andaluzia Spania) este un antrenor spaniol de fotbal. În iunie 2010, a fost numit antrenorul echipei din România, FC Vaslui, semnând un contract valabil pentru trei ani, dar după doar patru luni și-a reziliat contractul, în urma unor diferende cu finanțatorul echipei, Adrian Porumboiu.